# Aristodemo (jefe militar espartano)
Aristodemo (en griego antiguo: Ἀριστόδημος) fue un jefe militar espartano perteneciente a la dinastía de los Agíadas. Cuando el rey Pausanias se exilió en 395 a. C., sus dos hijos Agesipolis y Cleómbroto todavía eran menores de edad, por lo que Aristodemo se hizo cargo de su tutela. Se le conoce como su pariente más cercano, por lo que se cree que era hermano de Pausanias e hijo de Plistoanacte.
Dirigió a los espartanos en el 394 a. C. durante la guerra contra la coalición de atenienses, tebanos, corintios y argivos y los derrotó en la batalla de Nemea.